# Samtgemeinde Tarmstedt
La comunità amministrativa di Tarmstedt (Samtgemeinde Tarmstedt) si trova nel circondario di Rotenburg (Wümme) nella Bassa Sassonia, in Germania.

## Suddivisione
Comprende 8 comuni:
1. Breddorf
2. Bülstedt
3. Hepstedt
4. Kirchtimke
5. Tarmstedt
6. Vorwerk
7. Westertimke
8. Wilstedt

Il capoluogo è Tarmstedt.